# Haematopota sphaerocallus
Haematopota sphaerocallus är en tvåvingeart som beskrevs av Wang och Liu 1977. Haematopota sphaerocallus ingår i släktet Haematopota och familjen bromsar. Inga underarter finns listade i Catalogue of Life.